# Советское (Воронежская область)
Советское — село в Калачеевском районе Воронежской области. Административный центр Советского сельского поселения.

## География

### Улицы
- ул. Вербовая,
- ул. Криничная,
- ул. Новая,
- ул. Песчаная,
- ул. Советская.

## История
В 1963 году указом Президиума Верховного Совета РСФСР село Собацкое Калачеевского сельского района переименовано в село Советское.

## Население
| 1859 | 1897  | 2010 | 2012 | 2013 | 2014 | 2015 |
| ---- | ----- | ---- | ---- | ---- | ---- | ---- |
| 414  | ↗1168 | ↘432 | ↘413 | ↘406 | ↘392 | ↘384 |
| 2016 | 2017  | 2018 |      |      |      |      |
| ↘371 | ↘341  | ↘330 |      |      |      |      |